# 马廉
马廉（1893年—1935年），字隅卿，浙江鄞县人，中国民俗学家、戏曲学家、藏书家。

## 生平
生于浙江鄞县，现为宁波市鄞州区。鄞县五马著名学术家族成员之一，因年最小，又称“九先生”。父亲马海曙，有兄马裕藻、马衡、马鉴、马准。
专长研究中国传统小说、戏曲理论。富藏书，所藏中国历代珍本善本近千种，藏书楼名“不登大雅文库”。
先后任北平孔德学校教务长，1925年秋为孔德学校购入车王府曲本，并委托顾颉刚整理，是研究明清戏曲和曲艺的重要资料。后任北平师范大学（今北京师范大学）教授，国立北京大学（今北京大学）中文系教授。国学上受王国维影响。小说研究上受鲁迅影响，尤精于中国小说史、中国明朝小说的研究。1926年8月，继鲁迅之后，任北京大学中文系讲席教授，专门讲授中国小说史。
1931年秋，因病赴南方养病，暂别北大讲坛。1933年，复回北大。1935年2月19日，因脑溢血猝逝于北大讲坛之上。

## 代表著作
研究著作：
- 《中国小说史》
- 《录鬼簿新校注》
- 《曲录补正》
- 《不登大雅文库书目》
- 《鄞居访书录》
- 《千晋斋专录》
- 《劳久笔记》
- 《隅卿杂抄》

翻译著作：
- 《京本通俗小说与清平山堂》
- 《明代之通俗短篇小说》
- 《论明之小说三言及其他》